# Lucas Hernández Perdomo
Lucas Camilo Hernández Perdomo (Montevideo, 5 de agosto de 1992) es un futbolista uruguayo. Juega de defensa y su equipo es el Club Atlético Peñarol de la Primera División de Uruguay.

## Trayectoria

### Inicios
Realizó las divisiones juveniles en Montevideo Wanderers Fútbol Club. En el año 2012 fue seleccionado para viajar a Italia con la categoría sub-19 y disputar el Torneo de Viareggio, compartió plantel con Gastón Rodríguez. Disputó los 2 primeros partidos como titular, pero fueron derrotados ante Genoa y Poggibonsi, tuvo la oportunidad de enfrentarse a Stefano Sturaro, jugador que posteriormente se destacó en Juventus y la selección de Italia. Wanderers quedó eliminado en la fase de grupos, a pesar de ganar el tercer encuentro.
El entrenador del primer equipo bohemio, Alfredo Arias, decidió ascenderlo para la temporada 2012/13 debido a que en la fecha 9 del Torneo Apertura fueron expulsados 9 jugadores de Wanderers en un partido contra Juventud.
Debutó como profesional el 4 de noviembre de 2012, ingresó al minuto 65 por el exjugador de la selección de Uruguay Alejandro Lago, en el Parque Viera ante Bella Vista pero fueron derrotados 0-1. Jugó su primer partido oficial con 20 años y 91 días.
Luego tuvo minutos en la fecha 11, contra Racing, conjunto al que vencieron 3 a 0. Pero en el final del torneo no tuvo más posibilidades y no volvió a ser convocado.
Para el siguiente año, fue cedido a Hucarán para que tenga rodaje en Segunda División. Jugó su primer partido el 10 de marzo de 2013, en la fecha 12, fue titular contra Plaza Colonia pero fueron derrotados 1 a 0. De igual forma, mantuvo su puesto en el once inicial y jugó 14 partidos.
Huracán finalizó el campeonato en última posición, por lo que tuvo que jugar un play-off contra Villa Teresa para decidir el club que descendería a Segunda División Amateur. Lucas jugó los 90 minutos de la idea, pero perdieron 0-3, en la revancha no tuvo minutos y volvieron a ser derrotados, esta vez 2-1. De igual forma, su equipo no descendió debido a una resolución de la asamblea general de clubes.
Al quedar libre en Wanderers a finales de 2013, pasó al Club Atlético Cerro, pero no fue considerado en el primer equipo y jugó en Tercera División en principio.
Debutó con su nuevo equipo el 9 de marzo de 2014, en la fecha 6 del Torneo Clausura, fue el lateral izquierdo titular contra Sud América en el Tróccoli con la camiseta número 6 y empataron 1 a 1. Pero no volvió a tener minutos con los profesionales ni a ser convocado en la temporada.

### Cerro
Para la temporada 2014/15, se incorporó definitivamente al primer equipo. El 16 de agosto de 2014, comenzó el Torneo Apertura para Cerro, Hernández fue titular y jugó por primera vez en el Estadio Centenario, ante Peñarol, club que contaba con figuras como Antonio Pacheco, Jonathan Rodríguez y Marcelo Zalayeta. El partido finalizó 1-0 en contra al final del primer tiempo y el entrenador decidió sacar de la cancha a Lucas, posteriormente Cerro perdió 3 a 0.
Desde la fecha 2 hasta la 8, tuvieron una mala racha sin victorias, con 5 derrotas y 2 empates, en esos partidos Hernández no fue considerado.
En la fecha 9, volvió a tener minutos, fue titular contra Danubio y ganaron 2 a 0. El 16 de noviembre jugó en el Gran Parque Central por primera vez, se enfrentaron a Nacional, tuvo como rivales a jugadores como Álvaro Recoba, Iván Alonso, Diego Arismendi, Gustavo Munúa y Gastón Pereiro, fueron vencidos 1-0 por los tricolores.
Se mantuvo en el puesto y jugó un total de 7 partidos en el Torneo Apertura, pero Cerro finalizó en la posición 15 de 16 equipos.
Para el Torneo Clausura, mejoraron y en la fecha 14, el 31 de mayo de 2015, Lucas anotó su primer gol oficial contra Rentistas, conjunto al que derrotaron 2-0. Cerro finalizó el Clausura en séptima posición. Se salvaron del descenso por 3 puntos. 
Hernández jugó la mayoría de los partidos de la temporada 2014/15 como interior izquierdo.
Asumió el entrenador Eduardo Acevedo para el siguiente campeonato y ubicó a Lucas como lateral izquierdo.
Desde la fecha 1 del Torneo Apertura, fue el lateral titular, a pesar de perder contra Peñarol 0:3, se mantuvo en el puesto y completó los 15 partidos en el once inicial, colaboró con un gol y una asistencia. Cerro logró un gran primer semestre, ya que llegaron a la última fecha con posibilidades del título, pero finalmente quedaron en tercera posición, tras Peñarol y Nacional.
Para el Torneo Clausura, fue designado como segundo capitán del equipo, luego de Richard Pellejero. Debido a una lesión del capitán principal, Lucas tuvo el brazalete por primera vez en la fecha 2, el 14 de febrero de 2016 contra Danubio en el Nasazzi, ganaron 1 a 0.
Finalizaron el Clausura en sexta posición y quedaron en tercer lugar de la tabla anual, lo que significó la clasificación a la Copa Conmebol Libertadores 2017. Lucas disputó 28 partidos en la temporada 2015/16, convirtió 2 goles y brindó 6 asistencias.
Acevedo dejó el cargo de entrenador en Cerro y José Puente asumió el puesto para estar al cargo en el Campeonato Uruguayo 2016.
Hernández se consolidó en el puesto de lateral izquierdo, jugó los 15 partidos y convirtió 2 goles en el torneo, contra Defensor y Peñarol, ambas anotaciones sirvieron para ganar cada partido. Cerro tuvo un rendimiento irregular y finalizaron en séptima posición.
Fue incluido en el equipo ideal del Uruguayo Especial según una votación de 100 periodistas para Referí.
A finales del 2016, asumió como entrenador el colombiano Diego Barragán. El 29 de diciembre, comenzaron los entrenamientos con el nuevo DT.
El primer partido del año fue uno de práctica contra Sportivo Luqueño el 14 de enero de 2017, Hernández estuvo con los titulares y empataron 1-1. Luego viajaron a Chile para jugar un partido amistoso contra Colo-Colo el 18 de enero en el Estadio Monumental, Lucas ingresó al minuto 56 pero fueron derrotados 2-1.
En el tercer partido de preparación que jugaron, contra Boston River, Hernández no tuvo minutos debido a que el Club Atlético Peñarol decidió ofertar por sus servicios.

### Peñarol
El 27 de enero de 2017 Lucas Herández fue cedido a préstamo por un año a Peñarol desde Cerro, se integró a las prácticas por primera vez bajo las órdenes del entrenador Leonardo Ramos. Al otro día jugó su primer amistoso de práctica, fue el lateral izquierdo titular contra Sud América pero fueron derrotados 0-1.
Lucas fue presentado oficialmente en los carboneros el 30 de enero, momento en que declaró:

«Le agradezco a Cerro porque son ellos no hubiera estado acá. Cuando uno se va es para mejorar. Es un gran paso en mi carrera profesional. Hay grandes desafíos, competencia local e internacional. Vamos a pelear por todo, en cada partido. La bienvenida de los muchachos fue fundamental por el gran apoyo que me dieron en estos días. Se nota que es un buen grupo.»

Fue convocado para la fecha 1 del Torneo Apertura y debutó como titular oficialmente en Peñarol, el 5 de febrero de 2017, contra El Tanque Sisley en el Campeón del Siglo, Lucas mostró un buen nivel y ganaron 4-0.

## Estadísticas

### Clubes
| Club                 | País    | Año       | Partidos | Goles |
| -------------------- | ------- | --------- | -------- | ----- |
| Montevideo Wanderers | Uruguay | 2012-2013 | 2        | 0     |
| Huracán F. C.        | Uruguay | 2013      | 15       | 0     |
| Montevideo Wanderers | Uruguay | 2013      | 0        | 0     |
| C. A. Cerro          | Uruguay | 2013-2016 | 60       | 5     |
| C. A. Peñarol        | Uruguay | 2017-2019 | 93       | 6     |
| Atlético Mineiro     | Brasil  | 2019-2020 | 7        | 0     |
| Cuiabá E. C.         | Brasil  | 2020-2021 | 19       | 0     |
| Sport Recife         | Brasil  | 2022      | 17       | 0     |
| C. A. Peñarol        | Uruguay | 2023-     | 53       | 22    |

## Palmarés

### Títulos nacionales
| Título                  | Club          | País    | Año  |
| ----------------------- | ------------- | ------- | ---- |
| Torneo Clausura         | C. A. Peñarol | Uruguay | 2017 |
| Campeonato Uruguayo (1) | C. A. Peñarol | Uruguay | 2017 |
| Supercopa Uruguaya      | C. A. Peñarol | Uruguay | 2018 |
| Torneo Clausura         | C. A. Peñarol | Uruguay | 2018 |
| Campeonato Uruguayo (2) | C. A. Peñarol | Uruguay | 2018 |
| Torneo Apertura         | C. A. Peñarol | Uruguay | 2019 |
| Torneo Apertura         | C. A. Peñarol | Uruguay | 2023 |
| Torneo Apertura         | C. A. Peñarol | Uruguay | 2024 |
| Torneo Clausura         | C. A. Peñarol | Uruguay | 2024 |
| Campeonato Uruguayo (3) | C. A. Peñarol | Uruguay | 2024 |
| Torneo Intermedio       | C. A. Peñarol | Uruguay | 2025 |

### Distinciones individuales
| Distinción                                                  | Año  |
| ----------------------------------------------------------- | ---- |
| Parte del equipo ideal del Campeonato Uruguayo para Referí  | 2016 |
| Mejor lateral izquierdo del Campeonato Uruguayo para Referí | 2017 |
| Premiación AUF - Mejor gol de febrero                       | 2018 |
| Parte del equipo ideal del Torneo Apertura para Teledoce    | 2018 |
| Parte del equipo ideal del Campeonato Uruguayo (Premio AUF) | 2018 |
| Once ideal del Campeonato Uruguayo para Referí              | 2018 |